# Villa Fischer

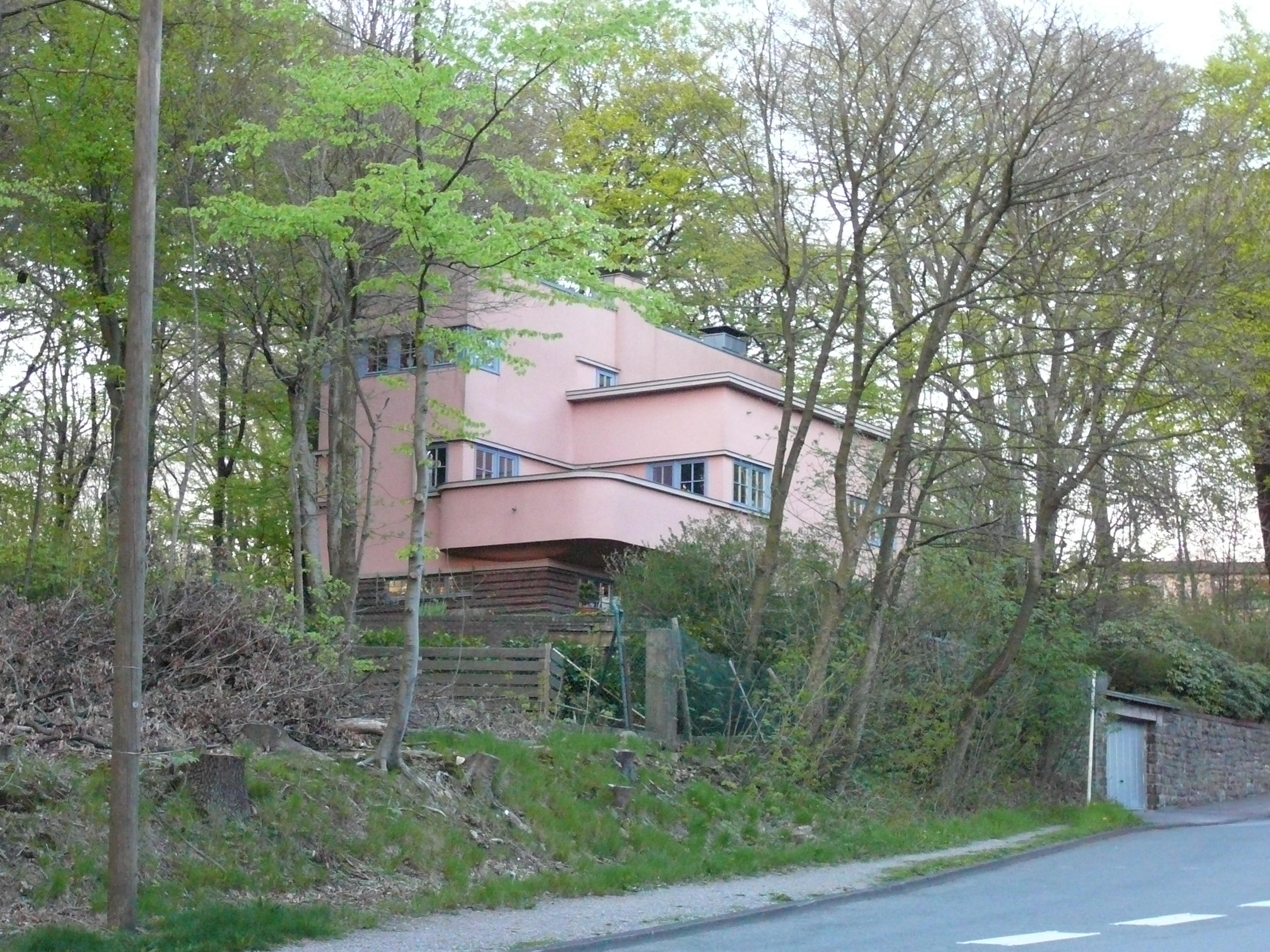
Villa Fischer

Die Villa Fischer (auch Villa Dr. Fischer oder BauHausFischer, früher auch Villa Espenlaub genannt) ist eine unter Denkmalschutz stehende Villa im Wuppertaler Stadtteil Barmen.

## Baubeschreibung
Das Objekt, Rudolf-Ziersch-Straße 3, ist in Formen des Neuen Bauens von 1926 bis 1927 (nach anderer Quelle 1929) nach Plänen des Architekten Hans Heinz Lüttgen errichtet worden. Bauherr war Rechtsanwalt Dr. jur. Walter Fischer, der 1933 nach Palästina emigrierte.
Ein späterer Bewohner (ab 1939) war der Flugpionier sowie Flugzeug- und Automobilfabrikant Gottlob Espenlaub. Ab den 1980er Jahren befand sich die Villa im Besitz der beiden Kunsthistoriker und Museumsdirektoren Hans Günter Golinski (Museum Bochum – Kunstsammlung) und Hans-Jürgen Schwalm (Kunsthalle Recklinghausen), die dort auch gemeinsam wohnten.
Das Haus ist restauriert, die originale Ausstattung ist aber nur teilweise (Farbgestaltung, Wandschränke) erhalten. Am 29. August 1989 wurde das Gebäude unter Denkmalschutz gestellt.